# Bitwa pod Dryhuczami
Bitwa pod Dryhuczami – część wielkiej bitwy nad Autą. Walki polskiej grupy ppłk. Jerzego Sawy-Sawickiego ze zgrupowaniem uderzeniowym sowieckiej 4 Armii Jewgienija Siergiejewa w czasie lipcowej ofensywy Frontu Zachodniego Michaiła Tuchaczewskiego w okresie wojny polsko-bolszewickiej.

## Położenie wojsk przed bitwą
Wojsko Polskie
Front Północno-Wschodni gen. Stanisława Szeptyckiego w składzie 1. i 4 Armia dysponujący około 70 tys. żołnierzami i 460 działami.
Ugrupowanie obronne
1 Armia gen. Gustawa Zygadłowicza dysponowała 34 000 żołnierzy i 186 działami. Ugrupowana była w sposób następujący:
- Na lewym skrzydle, w przesmyku między Dźwiną i jeziorem Jelnia, rozwinęła się grupa ppłk. Jerzego Sawy-Sawickiego w składzie 33 pułk piechoty, III batalion 155 pułku piechoty, dywizjon 18 pułku ułanów i 3 baterie artylerii[5].
- grupa gen. Lucjana Żeligowskiego w składzie 8. i 10 Dywizja Piechoty broniła się w centrum ugrupowania i osłaniała kierunek Hermanowicze – Wilno.
- Prawe skrzydło armii stanowiła grupa gen. Władysława Jędrzejewskiego w składzie 7 Brygada Rezerwowa i IX Brygada Piechoty.

Na południe od linii kolejowej Połock – Mołodeczno zajmowała stanowiska 4 Armia gen. Stanisława Szeptyckiego. Jej północne skrzydło tworzyła grupa gen. Jana Rządkowskiego w składzie 1 Dywizja Litewsko-Białoruska i 11 Dywizja Piechoty.
Armia Czerwona
Front Zachodni Michaiła Tuchaczewskiego liczył około 150–160 tys. żołnierzy i dysponował 772 działami.
Plan natarcia
Plan Michaiła Tuchaczewskiego zakładał dwustronne oskrzydlenie polskiej 1. Armii gen. Zygadłowicza, okrążenie jej i zniszczenie w rejonie Łużki – Głębokie.
W tym celu:
- 4 Armia Jewgienija Siergiejewa w składzie 12., 18. i 3 Dywizja Strzelców oraz 164 BS z 3. Korpusem Kawalerii Gaja w składzie 10. i 15 DK miała nacierać między Dźwiną a Dzisną, przez Dryhucze – Szarkowszczyznę – Hermanowicze i rozbić lewe skrzydło polskiej 1. Armii.
- 3 Armia Władimira Łazarewicza w składzie 5., 6., 21. i 56 Dywizja Strzelców otrzymała zadanie uderzyć od południa przez Dokszyce –Parafianowo i rozbić prawe skrzydło wojsk gen. Zygadłowicza.
- 15 Armia Augusta Korka w składzie 4., 11., 15., 16., 33. i 54 Dywizja Strzelców miała wykonać w centrum uderzenie pomocnicze, wiązać oddziały polskie walką i uniemożliwić przerzucenie odwodów na zagrożone skrzydła[2][10].
- 16 Armia miała sforsować Berezynę z 5 na 6 lipca i nacierać w kierunku Ihumenia[3].

Całością sił uderzeniowych dowodził dowódca Frontu Zachodniego Michaił Tuchaczewski.

## Przebieg bitwy
4 lipca 1920 wojska Frontu Zachodniego Michaiła Tuchaczewskiego rozpoczęły natarcie. 4 Armia Siergiejewa stanowiąca północne ramię oskrzydlające i uderzyła między Dźwiną a Dzisną. Jej główne zgrupowanie uderzeniowe stanowiły 12. i 53 Dywizja Strzelców oraz III Korpus Kawalerii Gaja. Zgrupowanie miało za zadanie przełamać front polski w przesmyku między Dźwiną a jeziorem Jelnia w rejonie Dryhucz, a następnie wyjście przez Szarkowszczyznę na tyły polskiej 1. Armii pod Głębokiem.
Na lewym skrzydle armii gen. Zygadłowicza oddziały grupy ppłk. Sawy-Sawickiego broniły odcinka o szerokości około 5 km od folwarku Dryhucze (Dregucze) nad Dźwiną po bagna jeziora Jelnia. Okopy pierwszej linii obsadzały: III batalion 33 pułku piechoty na odcinku dwór Dryhucze–Sawczynki, II batalion 33 pp na odcinku Sawczynki–Hulki–Halinowo. Odwód tworzyły: I/33 pp, III/155 pp i dywizjon 18 pułku ułanów.
O 3.00 sowiecka grupa uderzeniowa zaatakowała na przesmykach międzyjeziornych. Ogień artylerii zmiótł zasieki z drutu kolczastego, wszystkie połączenia telefoniczne obrońców zostały zerwane, a okopy w wielu miejscach zasypane.
Piechota sowiecka w kilku falach tyralier uderzyła na III batalion 33 pułku piechoty między Dryhuczami a Sawczonkami. Po godzinie polski batalion wycofał się na Klemin. Odwrót rozpoczął również II batalion, broniący odcinka Halino – Sawczonki. W tym momencie dowodzący 33. pułkiem piechoty kpt. Stefan Hryniewiecki wprowadził do walki z rejonu Peresławka – Morozy odwodowy I batalion. I batalion wspólnie z II bp odzyskał utracone okopy.
W kolejnych godzinach kompanie 33 pp siedemnaście razy przechodziły do kontrataku na bagnety.
Około 16.00 dwie sowieckie brygady 3. Korpusu Kawalerii wyszły na tyły wojsk polskich.
Do walki wszedł odwodowy III/155 pp. Ranni zostali dowódca batalionu por. Antoni Szyfter i dowódca 11 kompanii ppor. Jan Paprocki. Dowódca 12. kompanii ppor. Mieczysław Kowalski dostał się do niewoli i niedługo potem został zamordowany. Przed rozpoczęciem odwrotu chor. Stanisław Sobkowiak wysadził w powietrze własny magazyn amunicji, zniechęcając czerwonoarmistów do pościgu.
W tej sytuacji ppłk Sawicki wydał wszystkim pododdziałom grupy rozkaz odwrotu na Miory – Brasław. 33 pułk stracił połowę stanu osobowego, a jego III batalion aż 70% żołnierzy. W III/155 pułku piechoty pozostało zaledwie kilkudziesięciu żołnierzy.
5 lipca 33 pułk kontynuował odwrót, a działania opóźniające przejął I dywizjon 18 pułku ułanów por. Tadeusza Mincera. Dywizjon obsadził brody na Wiacie i walcząc w osamotnieniu, zatrzymał na kilka godzin marsz sowieckiej 15. Dywizji Kawalerii. Po wielu próbach przebicia się przez pierścień okrążenia, polscy ułani zostali przyparci pod Drują do Dźwiny. Mimo naporu nieprzyjaciela, udało im się przeprawić z końmi, bronią i amunicją na teren Łotwy. Tam zostali internowani, ale większość spośród nich zbiegła i jeszcze przed bitwą nad Wisłą wróciła do kraju. Po południu, na rozkaz dowódcy frontu gen. Szeptyckiego, 1 Armia przystąpiła do odwrotu na linię Milcza – Budsław – Postawy – Koziany.

## Bilans walk
Wojska grupy ppłk. Jerzego Sawy-Sawickiego poniosły klęskę na pierwszej linii obrony. Jednak ich zacięty opór pod Dryhuczami uniemożliwił realizację planu Michaiła Tuchaczewskiego oskrzydlenia 1 Armii gen. Zygadłowicza od północy. Wprawdzie 12. i 53 Dywizja Strzelców rozpoczęły w drugim dniu operacji marsz na Szarkowszczyznę, ale opóźnienie pozwoliło polskiej 8. Dywizji Piechoty przeciąć im drogę pod Pohostem. Straty polskie i sowieckie pod Dryhuczami są nieznane.
Naczelny Wódz, marszałek Józef Piłsudski tak ocenił postawę 33 pułku piechoty w boju pod Dryhuczami: była to „bohaterska obrona” i „tak silnym był opór dwóch batalionów 33 pułku piechoty, że nieprzyjaciel w swoich relacjach i obliczeniach zwiększył nasze siły, czyniąc z bojów dwóch batalionów, bój większej części 8 Dywizji.